# Jonathan Hawkins
Jonathan Hawkins (Consett, 1º maggio 1983) è uno scacchista britannico.
Ha ottenuto il titolo di Maestro internazionale nel 2010 e di Grande maestro nel 2014.

## Principali risultati
Due volte vincitore del campionato britannico: nel 2014 a Aberystwyth (ex aequo con David Howell) e nel 2015 a Coventry. 
Ha vinto il campionato britannico rapid nel 2012 e 2014. 
Nell'agosto 2013 è stato =1°-7° nel 18° Open di Vienna.
Ha ottenuto il suo più alto rating FIDE in febbraio 2018, con 2592 punti Elo.
Ha scritto un libro di scacchi, riguardante principalmente la tecnica dei finali: 
- Amateur to IM: Proven Ideas and Training Methods, Mongoose Publishing, Swindon 2012.[2]